# Too Much Free Time
Too Much Free Time è il terzo album di Chris Tomlin, ed è stato realizzato insieme a Ross King nel 1998.
Questo album è molto raro, infatti è fuori stampa.

## Tracce
1. One Light Town - King Ross - 01:57
2. Anymore - Chris Tomlin - 4:28
3. Big Man - Chris Tomlin - 3:30
4. Foot In My Mouth - chris Tomlin - 3:00
5. Hidden Track - Chris Tomlin - 2:32
6. I Fell In Something - King Ross - 2:57
7. Christmas Song - King ross - 2:48
8. If The Devil Was a Man - Chris Tomlin feat King Ross - 3:56[1]